# Monticello (Geòrgia)
Monticello és una població dels Estats Units a l'estat de Geòrgia. Segons el cens del 2000 tenia 2.428 habitants.

## Demografia
Segons el cens del 2000, Monticello tenia 2.428 habitants, 927 habitatges, i 609 famílies. La densitat de població era de 311,4 habitants/km².
Dels 927 habitatges en un 33,9% hi vivien nens de menys de 18 anys, en un 40% hi vivien parelles casades, en un 22% dones solteres, i en un 34,3% no eren unitats familiars. En el 31,1% dels habitatges hi vivien persones soles el 14,7% de les quals corresponia a persones de 65 anys o més que vivien soles. El nombre mitjà de persones vivint en cada habitatge era de 2,56 i el nombre mitjà de persones que vivien en cada família era de 3,21.
Per edats la població es repartia de la següent manera: un 28,3% tenia menys de 18 anys, un 8,2% entre 18 i 24, un 26% entre 25 i 44, un 21,6% de 45 a 60 i un 15,9% 65 anys o més.
L'edat mediana era de 36 anys. Per cada 100 dones de 18 o més anys hi havia 73,1 homes.
La renda mediana per habitatge era de 35.058 $ i la renda mediana per família de 46.705 $. Els homes tenien una renda mediana de 30.565 $ mentre que les dones 21.793 $. La renda per capita de la població era de 15.743 $. Entorn del 16,9% de les famílies i el 21,4% de la població estaven per davall del llindar de pobresa.

## Poblacions més properes
El següent diagrama mostra les poblacions més properes.